# 小行星8926
小行星8926（8926 Abemasanao）是一颗绕太阳运转的小行星，为主小行星带小行星。该小行星于1996年12月20日发现。

## 轨道参数
小行星8926的轨道半长轴为3.2535500 UA，离心率为0.1224568。